# Harald Ortwig

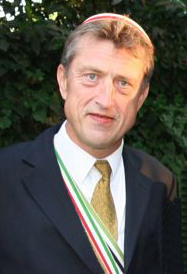
Harald Ortwig in Couleur

Harald Ortwig (* 27. April 1959 in Gelsenkirchen) ist ein deutscher Maschinenbauingenieur und Professor für Fluidtechnik, Hydraulik und Pneumatik an der Hochschule Trier.

## Leben
Nach dem Abitur 1977 am Ratsgymnasium (Gladbeck) diente Ortwig zwei Jahre bei der Bundesmarine. Im Wintersemester 1979/80 begann er an der RWTH Aachen Maschinenbau zu studieren. Nach Praxissemestern in Südafrika, als Stipendiat der South Africa Foundation, und Brasilien schloss er 1986 das Studium im Vertiefungsfach Konstruktionstechnik als Diplom-Ingenieur ab. Am Institut für hydraulische und pneumatische Antriebe und Steuerungen der RWTH Aachen, an dem er seit 1982 als studentische Hilfskraft und ab 1986 als wissenschaftlicher Mitarbeiter tätig war, wurde er 1990 bei Wolfgang Backé zum Dr.-Ing. promoviert.
Von 1990 bis 1993 war als Applikationsingenieur und Projektleiter bei der Fa. Sauer-Danfoss in Neumünster tätig. Seit dem Wintersemester 1993/94 ist er Professor im Fachbereich Maschinenbau der Hochschule Trier und vertritt dort die Fächer Fluidtechnik, Hydraulik und Pneumatik in Lehre und angewandter Forschung. Schwerpunkte seiner Forschung im Bereich Hydraulik sind die Gestaltung hydrostatischer Antriebe, die Weiterentwicklung hydraulischer Bauteile und die Untersuchung von in Hydrauliksystemen auftretenden Schwingungsvorgängen. Zudem arbeitet er über die Regelung des Drucks und der Durchflussrate technischer Gase, insbesondere von verdichtetem Erdgas (CNG, Compressed Natural Gas) zum Betrieb von Erdgasfahrzeugen. Weitere Schwerpunkte seiner akademischen Lehrtätigkeit sind Mathematik, Mess- und Regelungstechnik sowie Sozialkompetenz.
Harald Ortwig ist Weinheimer und Kösener Corpsstudent. Seit der von ihm wesentlich mitgestalteten Fusion des Corps Albingia Aachen, dem er seit 1979 angehörte, mit dem Corps Marko-Guestphalia im Jahre 1996 trägt er das Band der Marko-Guestphalia. Seit 1996 ist er Angehöriger des Kösener Corps Marchia Brünn.

## Lehrtätigkeit im Ausland
- Im Jahre 2002 erhielt Harald Ortwig eine Gastprofessur am Instituto Superior Tecnologico TECSUP Lima und Arequipa in Peru.
- 2007 erhielt er eine DAAD-Gastprofessur an der Bach Khoa HCMC, Technische Universität Saigon (Vietnam), 2010 eine weitere an der Technischen Universität Hanoi.

## Sachverständigen- und Gutachtertätigkeit
- 1995 wurde Harald Ortwig von der Industrie- und Handelskammer Trier zum Sachverständigen für Fluidtechnik (Hydraulik & Pneumatik) öffentlich bestellt und vereidigt.
- 2002 wurde seine Sachverständigenbestellung durch die IHK Trier um das Fachgebiet Schadensanalysen und Bewertung von Maschinen und Anlagen erweitert.
- 2001 war Ortwig Gründungsmitglied im Direktorium des Kompetenzzentrums für Automation, Rationalisierung und Innovation im Bauwesen (KARIB) an der Hochschule Trier.
- Seit 2003 ist er Berater der Investitions- und Strukturbank Rheinland-Pfalz (ISB) in Technologiefragen und Innovationsprojekten.

## Mitgliedschaften und Ämter
- Seit 1999 gehört Ortwig dem Fluid Power Net International, dem ersten virtuellen Forschungslabor der Fluidtechnik an.
- Seit 2000 ist er Mitglied im Fluid Power Committee der amerikanischen Society of Automotive Engineers (SAE).
- Seit 2009 ist Ortwig Gutachter für den Deutschen Akademischen Austauschdienst in Vergabeverfahren von Promotionsstipendien für ausländische Studierende aus Südostasien.

## Schriften

### Bücher
- Harald Ortwig: Grundlagen betrieblicher Sozialkompetenz für Berufseinsteiger, Fachkräfte und Führungsnachwuchs. ISBN 3-8322-0740-6; Shaker Verlag Aachen 2002, 2. Auflage: ISBN 978-3-8322-0740-3; Shaker Verlag Aachen 2004
- Klaus Rosenbach, Harald Ortwig, Christian Vogel: Geschichte des Corps Marko-Guestphalia an der RWTH Aachen 1871 bis 2001. ISBN 3-00-011065-8; Aachen 2003
- Uwe Zimmermann, Harald Ortwig: Messtechnik für Ingenieure und Praktiker. ISBN 978-3-8322-8232-5; Shaker Verlag Aachen 2009
- Harald Ortwig, Uwe Zimmermann: Grundkurs Betriebliche Sozialkompetenz für Berufseinsteiger, Fachkräfte und Führungsnachwuchs. ISBN 978-3-8322-9210-2; Reihe Trierer Systemtechnik im Shaker Verlag Aachen 2010
- Uwe Zimmermann, Harald Ortwig: Regelungstechnik I für Ingenieure und Praktiker. ISBN 978-3-8322-9440-3; Reihe Trierer Systemtechnik im Shaker Verlag Aachen 2011
- Uwe Zimmermann, Harald Ortwig: Messtechnik für Ingenieure und Praktiker (2., überarbeitete Auflage). ISBN 978-3-8440-2071-7; Reihe Trierer Systemtechnik im Shaker Verlag Aachen 2013
- Harald Ortwig; Uwe Zimmermann: Mathematik Übungsaufgaben für Ingenieure und Praktiker. ISBN 978-3-8440-2203-2; Reihe Trierer Systemtechnik im Shaker Verlag Aachen 2013
- Uwe Zimmermann, Harald Ortwig: Regelungstechnik I für Ingenieure und Praktiker (2., überarbeitete Auflage). ISBN 978-3-8440-7669-1; Reihe Trierer Systemtechnik im Shaker Verlag Düren 2020
- Uwe Zimmermann, Harald Ortwig: Regelungstechnik II für Ingenieure und Praktiker. ISBN 978-3-8440-7886-2; Reihe Trierer Systemtechnik im Shaker Verlag Düren 2021

### Zeitschriftenaufsätze (Auswahl)
- H. Ortwig: Verdickte HFA-Flüssigkeiten. In: Ölhydraulik und Pneumatik, 32. Jahrgang, 1988, Nr. 6, S. 428–432
- H. Ortwig: Berechnung physikalischer Belastungsgrößen im Flügel/Hubring-Gleitkontakt einer Flügelzellenpumpe, Teil 1: Ermittlung der äußeren Belastungen. In: Ölhydraulik und Pneumatik, 34. Jahrgang, 1990, Nr. 11, S. 786–791
- H. Ortwig: Berechnung physikalischer Belastungsgrößen im Flügel/Hubring-Gleitkontakt einer Flügelzellenpumpe, Teil 2: Simulation des Gleitkontaktes Flügel/Hubring. In: Ölhydraulik und Pneumatik, 34. Jahrgang, 1990, Nr. 12, S. 856–861
- H. Ortwig: Automotiver Fahrantrieb für selbstfahrende Arbeitsmaschinen. In: Antriebstechnik, 31. Jahrgang, 1992, Nr. 3, S. 89–93
- H. Ortwig: Hydrostatische Getriebe zur Energiewandlung und Leistungsanpassung. In: BMT 2, Baumaschine und Bautechnik, April 1992, S. 89–98
- H. Ortwig: Tribosystem Flügel/Hubring/Hydrauliköl einer Flügelzellenpumpe: Analytische Entwicklungen der physikalischen Belastungen, Teil 1: Belastungsrechnung. In: Tribologie und Schmierungstechnik, 39. Jahrgang, 1992, Nr. 3, S. 144–151
- H. Ortwig: Tribosystem Flügel/Hubring/Hydrauliköl einer Flügelzellenpumpe: Analytische Entwicklungen der physikalischen Belastungen, Teil 2: Berechnung der physikalischen Parameter im Schmierspalt. In: Tribologie und Schmierungstechnik, 39. Jahrgang, 1992, Nr. 4, S. 219–226
- H. Ortwig: Tribosystem Flügel/Hubring/Hydrauliköl einer Flügelzellenpumpe, Teil 3: Druck- und Temperaturmessungen im Schmierspalt. In: Tribologie und Schmierungstechnik, 39. Jahrgang, 1992, Nr. 6, S. 339–347
- H. Ortwig: Leistungsdaten von Radladern mit hydrostatischen Getrieben. In: BMT 4, Baumaschine und Bautechnik, August 1993, S. 184–188
- H. Ortwig, M. Wüstefeld: Rechnerunterstütztes Messsystem zur Untersuchung hydrostatisch angetriebener Radlader. In: Ölhydraulik und Pneumatik, 37. Jahrgang, 1993, Nr. 10, S. 770–775
- H. Ortwig: Auslegung und Dimensionierung mobilhydraulischer Antriebe. In: Konstruktion, 46. Jahrgang, 1994, Nr. 2, S. 41–45
- H. Ortwig, P. L. Pedersen, A. Widemann: Hydrostatisch angetriebener Servicebus. In: Ölhydraulik und Pneumatik, 39. Jahrgang, 1995, Nr. 9, S. 678–682
- E. Biermann, H. Ortwig, H. Steuff: Neuartige Absperreinrichtung für stark verschmutztes Abwasser. In :Industriearmaturen, 4. Jahrgang, 1996, Heft 1, März, S. 25–28
- H. Ortwig, K. Goebbels, Th. Schwarz: Hydrodämpfer zur Geräuschreduzierung in hydraulischen Anlagen. In: Ölhydraulik und Pneumatik, 43. Jahrgang, 1999, Nr. 9, S. 652–656
- H. Ortwig: Leistungsvergleich offener Kreislaufpumpen in Schrägscheiben-Bauweise. In: Ölhydraulik und Pneumatik, 44. Jahrgang, 2000, Nr. 3, S. 176–179
- H. Ortwig: Wirkungsgradsimulation von Verdrängereinheiten – Numerische Berechnung der hydraulischen Leistungsdaten. In: Ölhydraulik und Pneumatik, 46. Jahrgang, 2002, Nr. 4, S. 240–246
- H. Ortwig, G. Naumes, S. Rotthäuser: Schnelle Prüfung – Servohydraulischer Hexapod-Prüfstand für Wagenheber steigert die Flexibilität und senkt die Kosten. In: MM Das IndustrieMagazin 42/2002, S. 78–81
- J. Staudt, H. Ortwig, B. Luxenburger, H.-J. Schäfer: Infrarotthermografie zur Zustandsanalyse fluidtechnischer Anlagen. In: Ölhydraulik und Pneumatik, 48. Jahrgang, 2004, Nr. 6, S. 379–383
- H. Ortwig: Experimental and Analytical Vibration Analysis in Fluid Power Systems. In: International Journal of Solids and Structures, 42. Jahrgang, 2005, S. 5821–5830
- Th. Andreas, D. Hübner, L. Leonhard, H. Ortwig, G. Schmitt: Gase hochgenau dosiert. In: Mechatronik F&M 5/2007, S. 40–45
- Th. Andreas, C. Baumgarten, C. Nisters, H. Ortwig: Gasmanagementsystem zum effizienten Einsatz gasförmiger Energieträger. In: Motortechnische Zeitschrift 2/2012, S. 134–139
- H. Baltes; A. Buss; P. Kloft; H. Ortwig; J. Schiffmann: Verbesserungspotential nutzen – Experimentelle und analytische Untersuchung von Hydrospeichern. In: O+P Fluidtechnik für den Maschinen- und Anlagenbau 06/2013, S. 34–38